# 錢靜芝
錢靜芝（1920年—1950年10月11日），中國共產黨員，江蘇省松江縣人，江寧縣立師範學校畢業，戰後受華東局指派來台參與中國共產黨台灣省工作委員會，台灣省工作委員會郵電支部委員，1950年2月被捕，1950年10月11日槍決於台北馬場町刑場。

## 生平
錢靜芝，原名錢靜，1920年生於江蘇省武進縣，1937年抗戰爆發，1938年江寧縣立師範學校畢業，在上海的難民收容所服務，認識了同在大慈收容所服務的計梅真，計梅真於1938年秋，由張慧珠介紹加入中國共產黨。1939年計梅真成立支部任支部書記領導王毓貞，陸續吸收黨員楊東玉、江可群、錢靜芝等加入中國共產黨。1940年組織派錢靜芝前往豐田紗廠工作，在生產線設法吸收女工加入，由計梅真帶領，教育女工。
1942年錢靜芝擔任上海女青年會勞工夜校教員，領導滬西公大三廠一小組，並增加滬西公大四廠小組，領導兩個小組直到1945年戰爭結束。戰後，錢靜芝持續發展夜校組織，擔任滬西富中染織廠女工支部書記。1946年春，在上海永安三廠辦理工人補習夜班，擔任教育群眾工作。
1946年8月，台灣省郵務工會理事長陸象賢到上海時認識了計梅真在郵局服務的哥哥計劍才，因台灣郵務工會欲開辦國語補習班在上海聘請教員，1946年9月7日計梅真與錢靜芝一同抵台，在郵務工會創辦國語補習班。來台後組織關係移轉由章天鳴領導，至1947年夏天，組織轉交予中國共產黨台灣省工作委員會書記蔡孝乾領導，並正式成立省工委郵電支部。由計梅真擔任省工委郵電支部書記，錢靜芝委員。錢靜芝發展許金玉、宋世興、高秀玉、張欽傑加入組織。
省工委郵電支部海快的吸收了一批郵局職工，包含李振貴、張欽傑、王文清、許金玉、曾清萬、鄭逢春、劉建修、宋世興、高秀玉等骨幹成員，並發展成數十人之組織，直屬於中國共產黨台灣省工作委員會書記蔡孝乾。
由於國語補習學生會中教導爭取勞動權益，勇於抗爭，來自許金玉、王文清劉建修等人的回憶，都認為這段經歷改變了他們，引導他們有正確的人生觀，勇於面對挑戰，指導劉建修等編輯台灣最早工運重要刊物《野草》。由於台灣郵政職工與大陸同工不同酬，計梅真、錢靜芝教育他們勇敢爭取，舉行「解決歸班問題代表大會」後發動千人大遊行，從西門町到忠孝西路再到台灣省政府（今行政院），是二二八事件發生後再次大型的示威請願活動。
1949年，經計梅真丈夫曾國榕的嫂子介紹，錢靜芝考入空軍子弟學校擔任教員，1949年8月光明報事件爆發後全台大搜捕，蔡孝乾前往阿里山躲藏。1950年1月蔡孝乾在阿里山高一生處召開會議，會後讓簡吉帶妻妹馬雯鵑到台北市中山北路躲藏，又把她送到竹崎林立的醫院，1月29日返回泉州街住處時遭到逮捕，在審訊時，保密局不揭發他的身分，而是請他填寫保人，結果他寫了計梅真、錢靜芝。
1950年2月計梅真、錢靜芝被逮捕，以及組織成員陸續被逮捕。保密局刻意釋放蔡孝乾加以跟蹤，4月底蔡孝乾在阿里山再次落網，於自白書供詞中將主要組織書記全盤托出，包含郭琇琮、黃石岩、洪幼樵、張志忠、李媽兜、計梅真、錢靜芝等，省工委郵電支部徹底瓦解。
1950年8月31日，計梅真、錢靜芝以叛亂罪名被判處死刑褫奪公權終生，1950年10月11日槍決於台北市馬場町刑場。